# Jack Elam
William Scott Elam, detto Jack (Miami, 13 novembre 1920 – Ashland, 20 ottobre 2003), è stato un attore statunitense.

## Biografia
Nato in Arizona, figlio di Millard Elam ed Alice Amelia Kerby, la madre morì nel 1922. Successivamente, fu allevato da parenti in circostanze infelici. Nel 1930 tornò a vivere con il padre, la sorella Mildred, e la loro matrigna, Flossie. Iniziò facendo piccoli lavori, come la vendita di cotone. Quando era boy scout, colpito con una matita da un compagno, perse la vista  all'occhio sinistro. Elam si diplomò alla Miami High School (Contea di Gila) e alla Phoenix Union High School (Contea di Maricopa) nel 1930. Frequentò il Santa Monica College in California e successivamente divenne un contabile a Hollywood, ed ebbe tra i suoi clienti il produttore Samuel Goldwyn. Si sposò due volte ed ebbe una figlia e due figli. Morì per insufficienza cardiaca all'età di 82 anni.

## Filmografia parziale

### Cinema
- Wild Weed, regia di Sam Newfield (1949)
- La frusta di fuoco (The Sundowners), regia di George Templeton (1950)
- La figlia dello sceriffo (A Ticket to Tomahawk), regia di Richard Sale (1950)
- I guerriglieri delle Filippine (American Guerrilla in the Philippines), regia di Fritz Lang (1950)
- Bandito senza colpa (High Lonesome), regia di Alan Le May (1950)
- Romantico avventuriero (The Gunfighter), regia di Henry King (1950)
- Sei canaglia ma ti amo (Love that Brute), regia di Alexander Hall (1950)
- The Texan Meets Calamity Jane, regia di Ande Lamb (1950)
- L'uccello di Paradiso (Bird of Paradis), regia di Delmer Daves (1951)
- L'uomo dell'est (Rawhide), regia di Henry Hathaway (1951)
- La jena del Missouri (The Bushwhackers), regia di Rod Amateau (1951)
- Mezzogiorno di fuoco (High Noon), regia di Fred Zinnemann (1952)
- Kociss, l'eroe indiano (The Battle at Apache Pass), regia di George Sherman (1952)
- Giustizia di popolo (Montana Territory), regia di Ray Nazarro (1952)
- Prigionieri della palude (Lure of the Wildernness), regia di Jean Negulesco (1952)
- Il quarto uomo (Kansas City Confidential), regia di Phil Karlson (1952)
- Il mio uomo (My Man and I), regia di William A. Wellman (1952)
- Rancho Notorious, regia di Fritz Lang (1952)
- Le ore sono contate (Count the Hours), regia di Don Siegel (1953)
- Cavalca vaquero! (Ride Vaquero!), regia di John Farrow (1953)
- Mani in alto! (Gun Belt), regia di Ray Nazarro (1953)
- Notturno selvaggio (The Moonlighter), regia di Roy Rowland (1953)
- I ribelli dell'Honduras (Appointment in Honduras), regia di Jacques Tourneur (1953)
- La grande carovana (Jubilee Trail), regia di Joseph Kane (1954)
- La principessa del Nilo (Princess of the Nile), regia di Harmon Jones (1954)
- Terra lontana (The Far Country), regia di Anthony Mann (1954)
- Vera Cruz, regia di Robert Aldrich (1954)
- La regina del Far West (Cattle Queen of Montana), regia di Allan Dwan (1954)
- La mano vendicatrice (Ride Clear of Diablo), regia di Jesse Hibbs (1954)
- Tarzan e la giungla proibita (Tarzan's Hidden Jungle), regia di Harold D. Schuster (1955)
- Un bacio e una pistola (Kiss Me Deadly), regia di Robert Aldrich (1955)
- L'uomo senza paura (Man Without a Star), regia di King Vidor (1955)
- Wichita, regia di Jacques Tourneur (1955)
- L'uomo di Laramie (The Man from Laramie), regia di Anthony Mann (1955)
- Il covo dei contrabbandieri (Moonfleet), regia di Fritz Lang (1955)
- Uno straniero tra gli angeli (Kismet), regia di Vincente Minnelli (1955)
- Artisti e modelle (Artists and Models), regia di Frank Tashlin (1955)
- Vento di terre lontane (Jubal), regia di Delmer Daves (1956)
- Mezzogiorno di... fifa (Pardners), regia di Norman Taurog (1956)
- Duello al Passo Indio (Thunder Over Arizona), regia di Joseph Kane (1956)
- Massacro ai grandi pozzi (Dragoon Wells Massacre), regia di Harold D. Schuster (1957)
- La palude maledetta (Lure of the Swamp), regia di Hubert Cornfield (1957)
- Sfida all'O.K. Corral (Gunfight at the OK Corral), regia di John Sturges (1957)
- Passaggio di notte (Night Passage), regia di James Neilson (1957)
- Faccia d'angelo (Baby Face Nelson), regia di Don Siegel (1957)
- Agguato nei Caraibi (The Gun Runners), regia di Don Siegel (1958)
- Sull'orlo dell'abisso (Edge of the Eternity), regia di Don Siegel (1959)
- The Girl in Lovers Lane, regia di Charles R. Rondeau (1960)
- Angeli con la pistola (Pocketful of Miracles), regia di Frank Capra (1961)
- I comanceros (The Comancheros), regia di Michael Curtiz (1961)
- L'occhio caldo del cielo (The Last Sunset), regia di Robert Aldrich (1961)
- I 4 del Texas (4 for Texas), regia di Robert Aldrich (1963)
- La valle dell'orso (The Night of the Grizzly), regia di Joseph Pevney (1966)
- Rancho Bravo (The Rare Breed), regia di Andrew V. McLaglen (1966)
- La via del West (The Way West), regia di Andrew V. McLaglen (1967)
- Sfida oltre il fiume rosso (The Last Challenge), regia di Richard Thorpe (1968)
- L'ora della furia (Firecreek), regia di Vincent McEveety (1968)
- L'incredibile furto di Mr. Girasole (Never a Dull Moment), regia di Jerry Paris (1968)
- C'era una volta il West (Once Upon a Time in the West), regia di Sergio Leone (1968)
- Il dito più veloce del West (Support Your Local Sheriff!), regia di Burt Kennedy (1968)
- Sartana non perdona (Sonora), regia di Alfonso Balcázar (1968)
- The Over-the-Hill Gang, regia di Jean Yarbrough – film TV (1969)
- Dingus, quello sporco individuo (Dirty Dingus Magee), regia di Burt Kennedy (1970)
- Cockeyed Cowboys of Calico County, regia di Anton Leader, Ranald MacDougall (1970)
- Rio Lobo, regia di Howard Hawks (1970)
- Wyoming, terra selvaggia (The Wild Country), regia di Robert Totten (1971)
- Il suo nome è qualcuno (The Last Rebel), regia di Denis Mc Coy (1971)
- L'infallibile pistolero strabico (Support Your Local Gunfighter), regia di Burt Kennedy (1971)
- La texana e i fratelli Penitenza (Hannie Caulder), regia di Burt Kennedy (1971)
- Pat Garrett e Billy Kid (Pat Garrett & Billy the Kid), regia di Sam Peckinpah (1973)
- La condanna del West (A Knife for the Ladies), regia di Larry G. Spangler (1974)
- Hawmps!, regia di Joe Camp (1976)
- Aquila grigia il grande capo dei Cheyenne (Grayeagle), regia di Charles B. Pierce (1977)
- Teste calde e tanta fifa (Hot Lead and Cold Feet), regia di Robert Butler (1978)
- La banda delle frittelle di mele colpisce ancora (The Apple Dumpling Gang Rides Again), regia di Vincent McEveety (1979)
- Jack del Cactus (The Villain), regia di Hal Needham (1979)
- La corsa più pazza d'America (The Cannonball Run), regia di Hal Needham (1981)
- Un giocatore troppo fortunato (Jinxed!), regia di Don Siegel (1982)
- Via di qui uomo bianco (Sacred Ground), regia di Charles B. Pierce (1983)
- La corsa più pazza d'America n. 2 (Cannonball Run II), regia di Hal Needham (1984)
- Incontri ravvicinati ad Aurora (The Aurora Encounter), regia di Jim McCollough Sr. (1986)
- Cose dell'altro mondo (Suburban Commando), regia di Burt Kennedy (1991)
- Shadow Force, regia di Ken Lamkin (1992)
- Uninvited, regia di Michael Derek Bohusz (1993)

### Televisione
- Screen Directors Playhouse – serie TV, episodio 1x12 (1955)
- The Restless Gun – serie TV, episodi 1x02-1x21 (1957-1958)
- Zorro – serie TV, 3 episodi (1958)
- Bronco – serie TV, episodio 1x01 (1958)
- The Texan – serie TV, 3 episodi (1958-1960)
- Westinghouse Desilu Playhouse – serie TV, episodio 2x03 (1959)
- Have Gun - Will Travel – serie TV, 2 episodi (1959-1962)
- Gunsmoke – serie TV, 15 episodi (1959-1972)
- Tightrope – serie TV, episodio 1x18 (1960)
- Mr. Lucky – serie TV, episodio 1x21 (1960)
- Carovana (Stagecoach West) – serie TV, episodio 1x05 (1960)
- Gunslinger – serie TV, episodio 1x02 (1961)
- La valle dell'oro (Klondike) – serie TV, episodio 1x14 (1961)
- Sugarfoot – serie TV, episodi 1x07-4x05-4x07 (1957-1961)
- Ai confini della realtà (The Twilight Zone) – serie TV, episodio 2x28 (1961)
- The Americans – serie TV, episodio 1x11 (1961)
- Il magnifico King (National Velvet) – serie TV, episodio 2x11 (1961)
- Outlaws – serie TV, episodio 2x10 (1961)
- Bonanza – serie TV, 3 episodi (1961-1970)
- Gli uomini della prateria (Rawhide) – serie TV, episodio 4x21 (1962)
- Corruptors (Target: The Corruptors) – serie TV, episodio 1x26 (1962)
- Ben Casey – serie TV, episodio 2x02 (1962)
- Dakota – serie TV, 20 episodi (1962-1963)
- La legge del Far West (Temple Houston) – serie TV, 26 episodi (1963-1964)
- Selvaggio west (The Wild Wild West) – serie TV, episodio 3x08 (1967)
- Tarzan – serie TV, episodio 1x28 (1967)
- Hondo – serie TV, episodio 1x17 (1967)
- Ai confini dell'Arizona (The High Chaparral) – serie TV, episodio 2x08 (1968)
- Cimarron Strip – serie TV, episodio 1x20 (1968)
- Lancer – serie TV, episodio 2x02 (1969)
- Sui sentieri del West (The Outcasts) – serie TV, episodio 1x15 (1969)
- Il virginiano (The Virginian) – serie TV, episodio 8x23 (1970)
- The Texas Wheelers – serie TV, 8 episodi (1974-1975)
- Alla conquista del West (How the West Was Won) – serie TV, 2 episodi (1977)
- La famiglia Bradford (Eight Is Enough) – serie TV, episodi 3x12-3x13 (1978)
- L'altra faccia di Frankenstein (Struck by Lightning) – serie TV, 5 episodi (1979)
- Quartieri alti (Easy Street) – serie TV, 22 episodi (1986-1987)
- Lucky Luke – serie TV, episodio 1x03 (1992)

## Doppiatori italiani
- Renato Turi in Agguato nei Caraibi, L'occhio caldo del cielo, Massacro ai grandi pozzi, Sei canaglia ma ti amo
- Lauro Gazzolo in Kociss, l’eroe indiano
- Giorgio Capecchi in L'uomo di Laramie
- Carlo Romano in L'uomo dell'est
- Carlo D'Angelo in La via del West
- Renzo Palmer in L'ora della furia
- Bruno Persa in C'era una volta il West
- Mario Feliciani in La corsa più pazza d'America
- Sergio Graziani in Cose dell'altro mondo
- Michele Kalamera in Il dito più veloce del West
- Aldo Giuffré in Sfida oltre il fiume rosso
- Sergio Fiorentini in Il suo nome è qualcuno
- Corrado Gaipa in Zorro (primo doppiaggio)
- Francesco Pannofino in Zorro (ridoppiaggio)